# Samuel Shashoua
Samuel Shashoua /'sæmjuəl ʃɑːʃwə/ (Chelsea (Londres), 13 de maig de 1999) és un futbolista anglès que ocupa la posició d'extrem al Minnesota United.
Tot i que nascut al barri de Chelsea, és format a les categories inferiors del Tottenham (on va arribar amb deu anys). El 2018 va sortir cedit a l'Atlètic Balears, de Segona B, i després d'una bona temporada sortí lliure per signar amb el CD Tenerife, de Segona A. No obstant això, una lesió li impedí de començar la temporada 2019/20, i el gener de 2020 va partir cedit altra vegada a l'Atlètic Balears, club en el qual milita actualment. Pel que fa a l'estil de joc, és un extrem ràpid i desequilibrant, incisiu a l'u contra u, amb capacitat golejadora i sobretot d'assistent.
No va arribar a debutar mai amb el primer equip del Tottenham, però hi va anar convocat en el Leicester - Tottenham corresponent a la 37ª jornada de la Premier League 2016-17, que acabà amb 1-6.
Pel que fa a la selecció nacional, ha estat internacional sub-17 per Anglaterra, amb la qual ha disputat set partits i marcat dos gols a l'Eurocopa sub-17 de 2016 i la seva fase de classificació; i també ha estat internacional sub-18 per Anglaterra, amb la qual ha disputat amistosos.
Compta amb la doble nacionalitat veneçolana, atès que és fill de pare anglès i de mare veneçolana. És per això que té el castellà com a llengua habitual, i per aquest motiu va optar per emprendre la carrera professional a l'estat espanyol. Ha declarat que els seus referents futbolístics són Andrés Iniesta i Philippe Coutinho.

## Estadístiques
Actualitzat el gener de 2020
| Club                      | Temporada     | Nivell                      | Lliga   | Lliga   | Copa Nacional | Copa Nacional | Altres  | Altres  | Total | Total |
| Club                      | Temporada     | Nivell                      | Part.   | Gols    | Part.         | Gols          | Part.   | Gols    | Part. | Gols  |
| ------------------------- | ------------- | --------------------------- | ------- | ------- | ------------- | ------------- | ------- | ------- | ----- | ----- |
| Tottenham Hotspur Academy | 2016/17       | U18 Premier League (sub-18) | 23      | 13      | 3             | 0             | 6       | 1       | 32    | 14    |
| Tottenham Hotspur Academy | 2016/17       | Premier League 2 (sub-23)   | 4       | 1       | -             | -             | -       | -       | 4     | 1     |
| Tottenham Hotspur Academy | 2017/18       | Premier League 2 (sub-23)   | 14      | 2       | 3             | 1             | 8       | 1       | 25    | 4     |
| Tottenham Hotspur Academy | Total         | -                           | 41      | 16      | 6             | 1             | 14      | 2       | 61    | 19    |
| Atlètic Balears (cessió)  | 2018/19       | Segona B                    | 38      | 6       | -             | -             | -       | -       | 38    | 6     |
| CD Tenerife               | 2019/20       | Segona A                    | 0       | 0       | 0             | 0             | -       | -       | 0     | 0     |
| Atlètic Balears (cessió)  | 2019/20       | Segona B                    | En curs | En curs | En curs       | En curs       | En curs | En curs | -     | -     |
| Total carrera             | Total carrera | Total carrera               | 79      | 22      | 6             | 1             | 14      | 2       | 99    | 25    |